# ハローグッバイ (YUKIの曲)
「ハローグッバイ」は、YUKIの8枚目のシングル。

## 解説
- 音楽プロデューサーの蔦谷好位置を作曲者として迎えたシングル。蔦谷は以降、「ビスケット」まで全てのシングル曲の作曲を担当した。
- 当初はコピーコントロールCD（CCCD）規格でリリースされた。
- ジャケットでYUKIが乗っているのはセグウェイである。CMスポットではセグウェイを運転している姿が見られる。

## 収録曲
（全作詞：YUKI）
1. ハローグッバイ
  - 作詞・作曲：蔦谷好位置／編曲：湯浅篤
  - 花王「エッセンシャル ダメージケア」CMソング
2. 舞い上がれ
  - 作詞・作曲：Zuriani、Joachim "Jock-E" Bjorklund／編曲：田中ユウスケ

## 収録アルバム
- joy（#1, #2）
- five-star（#1）